# 卡尼亞巴永加
卡尼亞巴永加是剛果民主共和國的城鎮，由北基伍省負責管轄，位於該國東部愛德華湖以西，該鎮自1993年以來不斷發生軍隊和敵對民兵之間持續的暴力行為，2004年人口約30,000。